# Xã Wirt, Quận Itasca, Minnesota
Xã Wirt (tiếng Anh: Wirt Township) là một xã thuộc quận Itasca, tiểu bang Minnesota, Hoa Kỳ. Năm 2010, dân số của xã này là 106 người.